# Distretto di Koyu
Il distretto di Koyu (児湯郡, Koyu-gun?) è uno dei distretti della prefettura di Miyazaki, in Giappone.
Attualmente fanno parte del distretto i comuni di Kawaminami, Kijō, Nishimera, Shintomi, Takanabe e Tsuno.